# Monokolor
Monokolor – debiutancki album polskiej grupy muzycznej Lorein. Jego premiera miała miejsce 8 października 2012 roku.

## Lista utworów
1. "Milkyway" – 3:56
2. "Krótkowzroczność" – 3:24
3. "Morphina" _ 3:17
4. "Biała ściana" – 4:10
5. "Monoświat" – 3:37
6. "Wystawy" – 3:31
7. "Świat rzeczy" – 2:51
8. "Wiatraki i NIE-normalności" – 4:40
9. "KOL" – 4:06
10. "Mejdinczajna" – 2:40
11. "Izyntrill" – 3:04
12. "Deszcz – zostawmy to" – 4:41
13. "Bose cienie" – 5:44